# Undacava
Undacava (auch: Undacavaa) ist ein Deutschrapper türkisch-kurdischer Herkunft aus Berlin. 

## Leben
Undacava, der sein Gesicht meist mit einem schwarzen Bandana und einer Sonnenbrille unkenntlich macht, gehörte dem Line-up der Crew AK Ausserkontrolle an. 
Im Zuge des Labelvertrags bei Ersguterjunge stieg er 2018 zusammen mit Pablokk und Jason aus. Die drei gründeten zusammen das Independent-Label B.O.M. Music. Zwischen 2018 und 2021 veröffentlichten sie mehrere Singles.
Am 2. April 2021 erschien mit Melodien eine gemeinsame Single mit Luciano, die eine Woche später auf Platz 60 in die deutschen Single-Charts einstieg.
Undacava gab 2022 bekannt, dass B.O.M. Music sich getrennt habe und er nun mit dem ex-Label Signing Satix und Lyrica030 gemeinsam weiterarbeiten werde. 
Am 24. Februar 2023 wurde das erste Solo-Album von Undacava namens Smash & Grab veröffentlicht.

## Diskografie

### Singles
- 2018: Da wo wir sind (Pablokk, Jason & Undacava)
- 2018: Funkeln Steine (Undacava & Pablokk,)
- 2018: Kill ihn (Pablokk, Jason & Undacava)
- 2018: Noch ein Hit (Jason & Undacava)
- 2019: Dunkelziffer (Pablokk, Jason & Undacava)
- 2019: Bring dich um (Pablokk, Jason & Undacava)
- 2019: Kollektion
- 2019: Jayjo (mit Capo) (DE: Gold)
- 2019: Nightpaket (Azero & Undacava)
- 2020: Usain Bolt (Patron x Undacava)
- 2020: S8 Plus (Pablokk & Undacava)
- 2020: Qualität (Undacava & NGEE)
- 2020: Brothers Over Money (Pablokk, Jason & Undacava)
- 2020: Auf und ab (feat. Jason)
- 2020: Vergiss es
- 2020: Ghetto (Pablokk, Hemso & Undacava)
- 2020: Lupenrein (Pablokk, Jason & Undacava)
- 2021: Was ich will
- 2021: Melodien (Undacava & Luciano)
- 2021: Vater Staat (Undacava, Pablokk, Jason & AK Ausserkontrolle)
- 2021: Mörda (Undacava, Satix)
- 2021: S8 Plus 2.0 (Undacava, Jason, Pablokk)
- 2021: Bessere Zeiten (Undacava, Pablokk)
- 2022: Füll Sie Ab (Satix feat. Undacava)
- 2022: Lopende Zaken (Undacava, Lyrica030)
- 2022: Drillinge (Undacava, Satix)
- 2023: Lak, wer?
- 2023: Gasolina (Undacava, VOLO)
- 2023: All In (Undacava, Sa4)
- 2024: 24/7

### Alben
- 2023: Smash & Grab

## Auszeichnungen für Musikverkäufe
| Land/RegionAuszeichnungen für Musikverkäufe (Land/Region, Auszeichnungen, Verkäufe, Quellen) | Gold  | Platin | Verkäufe | Quellen           |
| -------------------------------------------------------------------------------------------- | ----- | ------ | -------- | ----------------- |
| Deutschland (BVMI)                                                                           | Gold1 | —      | 200.000  | musikindustrie.de |
| Insgesamt                                                                                    | Gold1 | —      |          |                   |